# Rello
Rello è un comune spagnolo di 31 abitanti situato nella comunità autonoma di Castiglia e León.